# Ејвон (Њујорк)
Ејвон (енгл. Avon) град је у америчкој савезној држави Њујорк.

## Демографија
По попису из 2010. године број становника је 3.394, што је 417 (14,0%) становника више него 2000. године.
| Група             | 2000.         | 2010.         |
| Белци             | 2.830 (95,1%) | 3.204 (94,4%) |
| Афроамериканци    | 55 (1,8%)     | 44 (1,3%)     |
| Азијати           | 24 (0,8%)     | 28 (0,8%)     |
| Хиспаноамериканци | 29 (1,0%)     | 70 (2,1%)     |
| Укупно            | 2.977         | 3.394         |